# Richard Percivale

Armes de Richard Percivale:

Richard Percivale (àlies Perceval etc.) (1550–1620) de Sydenham, prop de Bridgwater, Somerset, fou un administrador i polític anglès, també conegut com a hispanista i lexicògraf. Va escriure una gramàtica espanyola per a lectors anglesos, A Spanish Grammar, i un diccionari, ambdós inclosos en el seu Bibliotheca Hispanica (1591); aquesta obra fou posteriorment ampliada per John Minsheu en A dictionarie in Spanish and English (London: E. Bollifant, 1599).

## Orígens
Era el fill primogènit i hereu de George Perceval (1561–1601) (àlies Percival, etc.) de Sydenham, prop de Bridgwater, Somerset, i de la seva muller Elizabeth Bampfylde, una filla de Sir Edward Bampfylde (m.1528) de Poltimore, Devon.

## Carrera
Va ser educat a la St Paul's School, de Londres. I va estudiar dret a la Lincoln's Inn.
Perceval va anar a Espanya, i hi visqué quatre anys, fins a la mort de la seva muller; quan va retornar a Anglaterra.
Dins 1609 Perceval era en la llista de membres de la Virginia Company, constituïda el 23 de maig d'aquell any, i el 1610 fou el donant del subministrament de la plantació començada a Virgínia.

## Matrimonis i descendència
Va casar-se dues vegades:

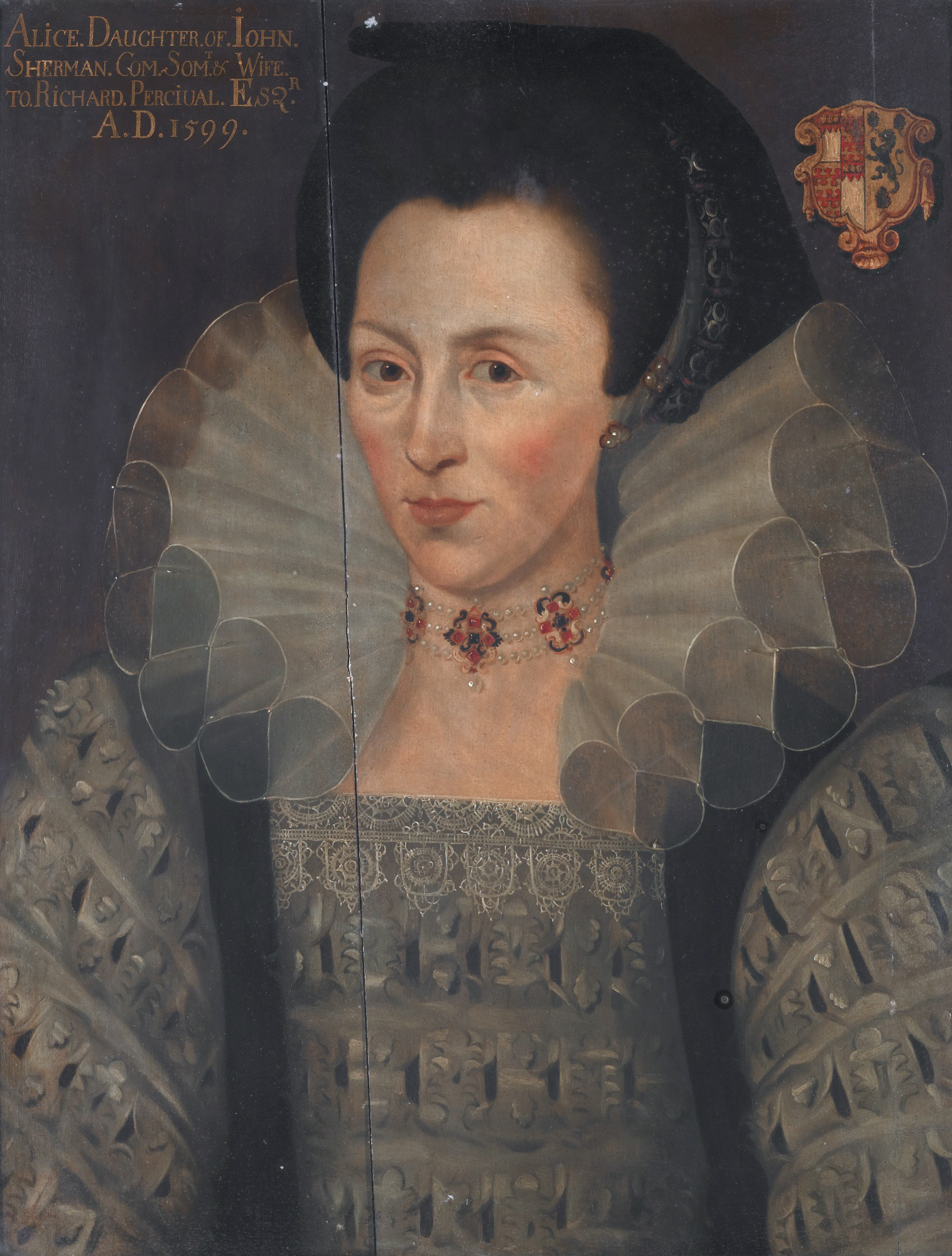
Alice Sherman, retrat a la manera de Marcus Gheeraerts el Jove, 1599)

- De la seva primera esposa no se'n coneix el nom. Amb ella va tenir tres fills i dues filles;
- En segon lloc es casà amb Alice Sherman, filla de John Sherman de Ottery St. Mary, Devon, amb qui va tenir dos fills i dues filles que inclouen:
  - Sir Philip Perceval, hereu i fill més jove, avantpassat dels Comtes d'Egmont.[5][6]

## Mort i enterrament
Perceval va morir a Dublín el 4 de setembre de 1620, als seixanta-nou anys, i va ser enterrat en St. Audoen's Church.

## Obra
Richard Perceval(escrit Richard Percyvall) fou l'autor del Spanish-English dictionary, Bibliotheca Hispanica, containing a Grammar with a Dictionarie in Spanish, English, and Latin, Londres, 1591. Està dedicat a Robert Devereux, segon comte d'Essex. Una segona edició, editada i ampliada per John Minsheu, va aparèixer el 1599 sota el títol A Dictionarie in Spanish and English; aquesta edició va aparèixer en dues parts, una contenint el diccionari i l'altre la gramàtica. Una tercera edició va aparèixer el 1623.